# اوبوتری‌ها
اوبوتری‌ها (به انگلیسی: Obotrites) یا اوبودریتی‌ها کنفدراسیون قرون وسطی از قابل اسلاو غربی در قلمروی امروزی مکلنبورگ و هولشتاین در شمال آلمان بودند. برای دهه‌ها، این مردم یکی از متحدین شارلمانی در جنگش علیه ساکسون‌ها و ولتی‌ها بودند. اوبوتری‌ها تحت امر تراسکو موفق به شکست ساکسون‌ها در نبرد بورنهوفد در سال ۷۹۸ شدند. پس از شکست ساکسون‌ها، امپراتور بخشی از اراضی سابق آنها در هولشتاین در شمال الب را به این مردم واگذار کرد. با این حال این مردم مورد هجوم دن‌ها قرار گرفتند و بخشی از اراضی خود را از دست دادند. حکومت آنها در سال ۱۱۶۷ پس از تسلط هاینریش شیر بر مکلنبورگ به پایان رسید.